# Trichoncoides
Trichoncoides és un gènere d'aranyes araneomorfes de la subfamília dels erigonins, dins de la família Linyphiidae. Es poden trobar a la zona paleàrtica.
Fou descrit per primera vegada per J. Denis l'any 1950.
És sinònim dels gèneres Paratrichoncus Miller, 1966 i Spaniophrys Denis, 1966

## Llista d'espècies
Segons The World Spider Catalog 12.0: 
- Trichoncoides pilosus Denis, 1950 (Espècie tipus)
- Trichoncoides piscator (Simon, 1884)
- Trichoncoides striganovae Tanasevitch & Piterkina, 2012